# Skandawa (gromada)
Skandawa – dawna gromada, czyli najmniejsza jednostka podziału terytorialnego Polskiej Rzeczypospolitej Ludowej w latach 1954–1972.
Gromady, z gromadzkimi radami narodowymi (GRN) jako organami władzy najniższego stopnia na wsi, funkcjonowały od reformy reorganizującej administrację wiejską przeprowadzonej jesienią 1954 do momentu ich zniesienia z dniem 1 stycznia 1973, tym samym wypierając organizację gminną w latach 1954–1972.
Gromadę Skandawa z siedzibą GRN w Skandawie utworzono – jako jedną z 8759 gromad na obszarze Polski – w powiecie kętrzyńskim w woj. olsztyńskim na mocy uchwały nr 15 WRN w Olsztynie z dnia 4 października 1954. W skład jednostki weszły obszary dotychczasowych gromad Skandawa i Momajny ze zniesionej gminy Skandawa, obszar dotychczasowej gromady Modgarby ze zniesionej gminy Barciany oraz miejscowości Gradowo i Ruta z dotychczasowej gromady Bobrowo ze zniesionej gminy Bobrowo  w tymże powiecie. Dla gromady ustalono 13 członków gromadzkiej rady narodowej.
1 stycznia 1958 z gromady Skandawa wyłączono osadę Kudwiny, włączając ją do gromady Barciany w tymże powiecie; do gromady Skandawa włączono natomiast obszar zniesionej gromady Silginy w tymże powiecie.
30 czerwca 1968 do gromady Skandawa włączono PGR-y Bogusławki, Kolwiny i Pokrzywno ze zniesionej gromady Drogosze w tymże powiecie.
1 stycznia 1969 z gromady Skandawa wyłączono cztery obszary o totalnej powierzchni 501 ha (225 + 82 + 120 + 74 ha), włączając je do gromady Dzietrzychowo  w powiecie bartoszyckim w tymże województwie.
Gromada przetrwała do końca 1972 roku, czyli do kolejnej reformy gminnej. 1 stycznia 1973 w powiecie kętrzyńskim reaktywowano gminę Skandawa.